# De Igual para Igual
De Igual para Igual é o álbum de estreia de Dama Bete. Lançado a 16 de julho de 2008, pela Universal Music Portugal, foi o primeiro álbum a solo de uma rapper portuguesa editado por um grande grupo de edição discográfica.

## Contexto e gravação
Elizabet Oliveira começou a dar os primeiros passos no hip-hop ainda adolescente, tendo começado a partilhar as suas primeiras gravações online nessa altura. No contexto da licenciatura que estava a tirar em Turismo, estagiou na sala de espetáculos lisboeta Santiago Alquimista, envolvendo-se na produção de eventos musicais. Foi assim que acabou a abrir um concerto de Sara Tavares, a convite de Fimino Pascoal, no festival Musidanças em 2005, preenchendo uma slot deixada vazia por Melo D. A sua prestação inesperada fez com que a Blitz a apelidasse de "Artista Revelação", o que levou Filipe Larsen a contactá-la com o objectivo de se tornar seu agente.
Larsen encorajou Dama Bete a regravar alguns temas em estúdio. Bete escolheu “Cala-te”, “Definição de Amor” e “Dama no Rap” para integrarem a demo que depois seria levada a várias editoras. A Universal acabaria por oferecer-lhe o melhor contrato.
Bete escreveu todas as canções do álbum, que foi integralmente produzido por Macaco Simão (pseudónimo do seu irmão). Firmino Pascoal, Melo D e Terrakota participaram como artistas convidados.

## Lançamento e receção
"Cala-te" serviu de cartão de visita do disco, seguindo-se "Definição de Amor". Ambos os temas tiveram rotação na MTV Portugal e mantiveram-se no top Hit List Portugal durante várias semanas. Além disso, integraram a banda sonora de Morangos com Açúcar. Em maio de 2009, o single "Já" juntou-se à playlist da MTV.